# Distretto di Taibet
Il distretto di Taibet è un distretto della provincia di Touggourt, in Algeria.

## Gografia antropica
Il distretto nel 2021 è passato dalla provincia di Ouargla, a quella di Touggourt.

### Comuni
Il distretto di Taibet comprende 3 comuni:
- Taibet
- M'Naguer
- Benaceur